# 佩里哈山脈

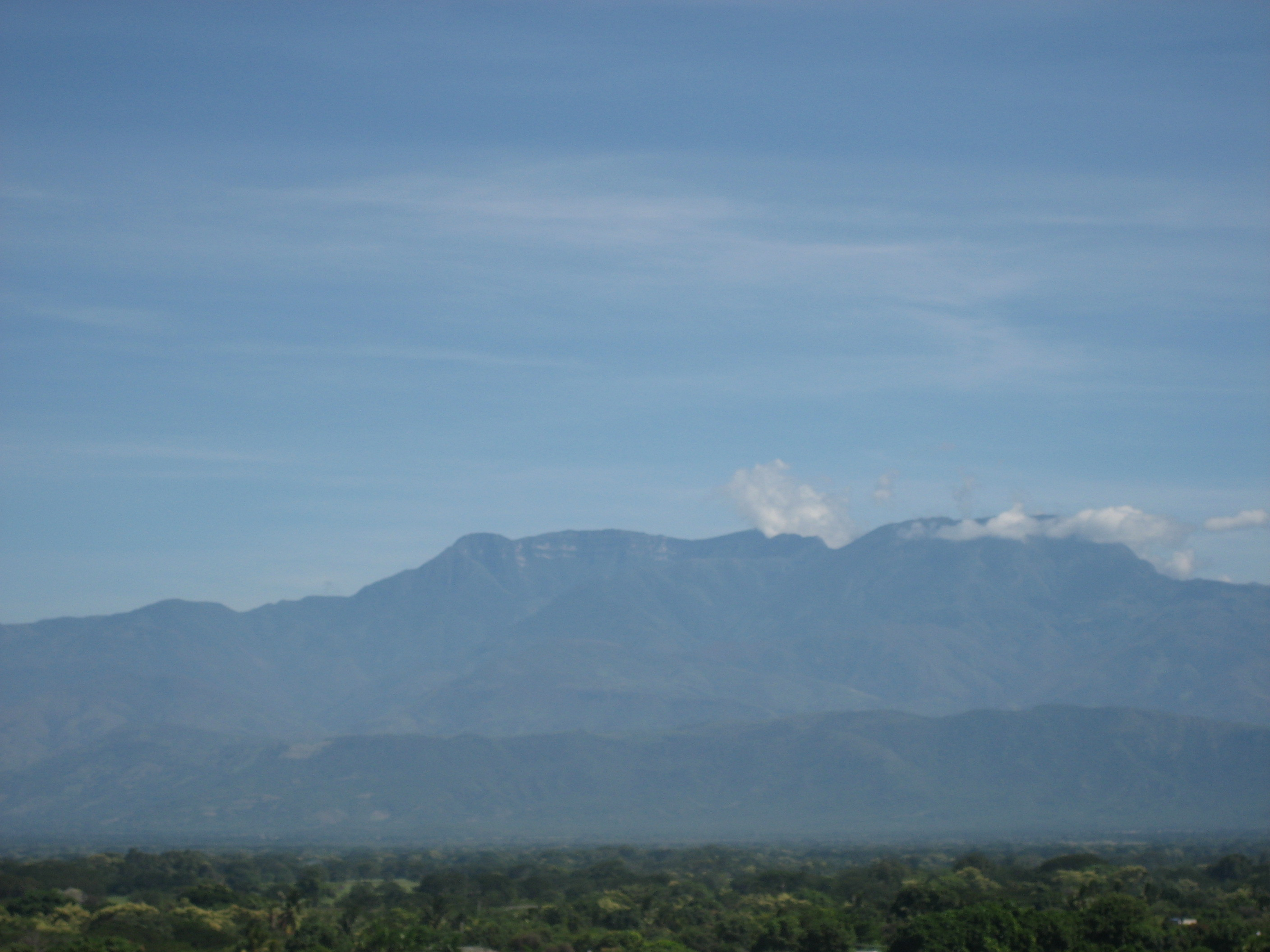

10°0′59″N 72°57′28″W / 10.01639°N 72.95778°W
佩里哈山脈（西班牙語：Serranía del Perijá），是南美洲的山脈，橫跨哥倫比亞和委內瑞拉，屬於哥倫比亞東部山脈的一部分，全長310公里，最高點海拔高度3,630米，該地區以熱帶森林為主。

## 人文
佩里哈山区土著被西语裔称作“削发部”(motilon)，但两个山地民族族源不同。育巴族是大陆加勒比人中唯一的高山民族。